# Piazza del Mercato (Breslavia)
La piazza del Mercato (in polacco Rynek we Wrocławiu) è una piazza pubblica situata al centro della città di Breslavia, pieno di vita a qualsiasi ora del giorno e della notte. La sua forma rettangolare di 213 metri per 178 le conferisce una superficie che la rende uno dei più grandi progetti urbanistici di questo tipo esistenti in Europa.
Al centro di essa si trovano il Fondaco dei Tessuti ed il Municipio, monumento unico nel suo genere dell'architettura gotica e rinascimentale europea. Tutta la piazza del Mercato è circondata dai palazzi borghesi fra cui quelli più preziosi sono il Palazzo All'insegna di Sette Elettori, il Palazzo all'insegna del Sole d'Oro nonché Jaś e Małgosia (Hänsel e Gretel).
La parte centrale è occupata dai due municipi della città; il Vecchio, a sud e il Nuovo a nord. Tutt'intorno chiudono la piazza le case borghesi e dei ricchi mercanti.

## Storia e descrizione

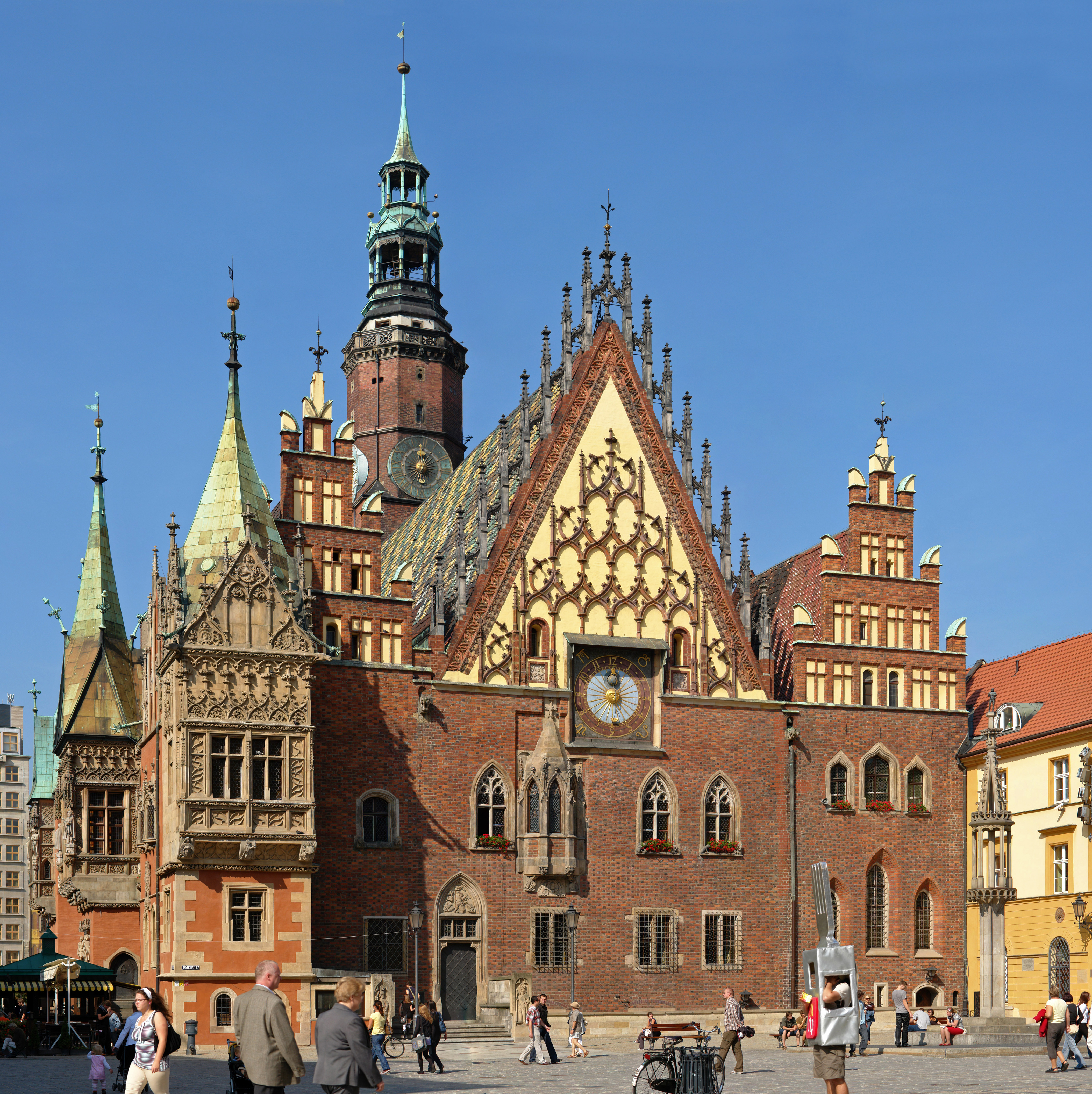
Il Vecchio Municipio di Breslavia

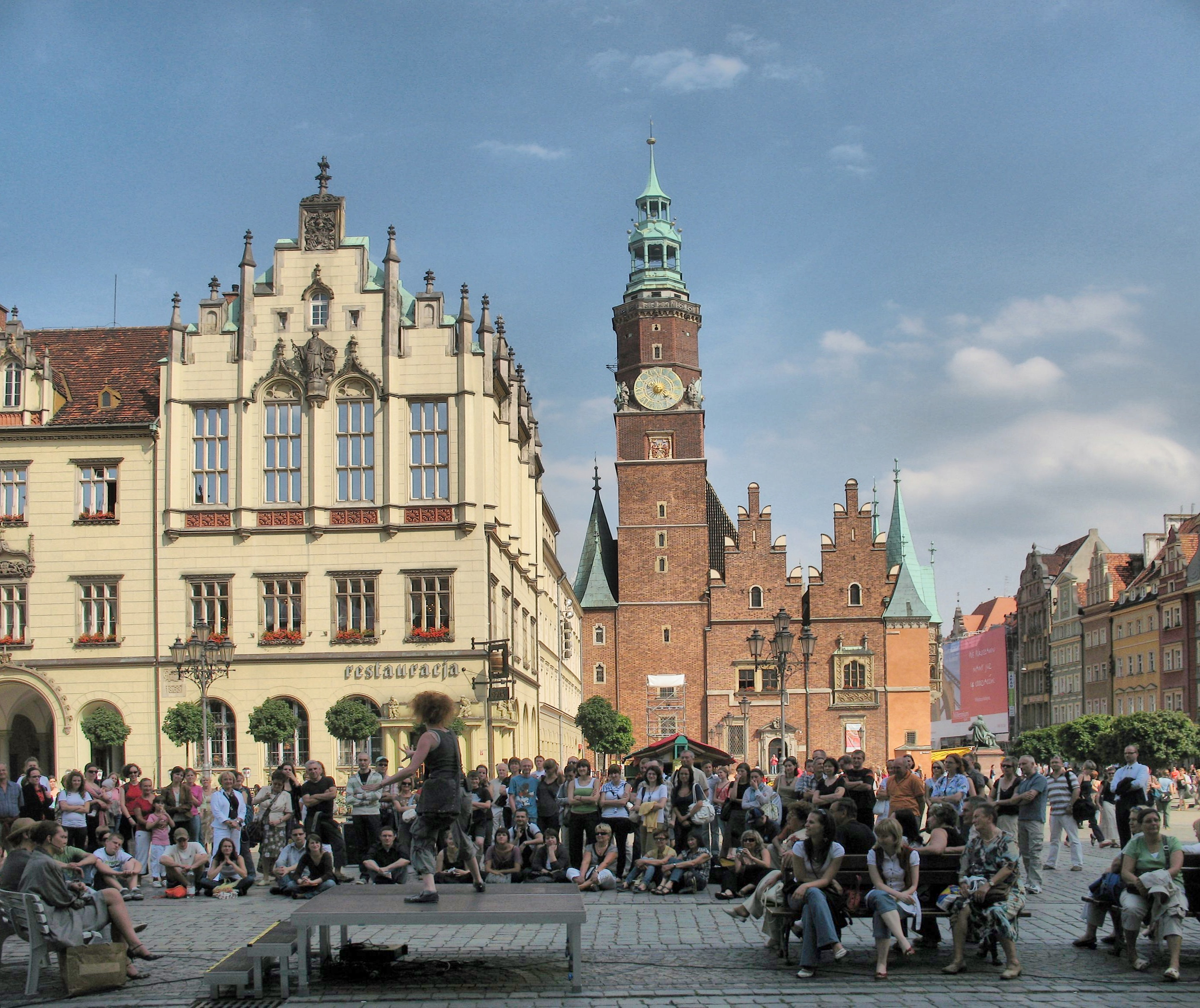
Il blocco centrale coi due Municipi

La piazza venne tracciata nel Medioevo secondo le norme dettate dal Diritto di Magdeburgo. Sorse tra il 1214 e il 1232, sotto il regno del duca Enrico I il Barbuto. Durante il corso degli anni vi sorsero tutt'intorno le case dei borghesi e dei ricchi mercanti, che già nella metà del XIV secolo l'avevano accerchiata dandole la forma definitiva.
Nel XIX secolo la piazza era servita da linee tranviarie, dapprima trainate da cavalli, poi, dopo il 1892, elettriche. 
Durante l'assedio di Wrocław nel 1945, la città è stata gravemente danneggiata, ma il mercato non subi gravi danni.
Fino alla fine degli anni 1970 era accessibile alle automobili. Tra il 1996-2000 la piazza venne ripavimentata e il lato est, l'ultimo ad essere transitabile, venne reso pedonale. 
Davanti alla facciata occidentale del Municipio sorge la statua del poeta commediografo Aleksander Fredro, proveniente da Leopoli e qui collocata dopo la guerra.

## Edifici
Blocco centrale

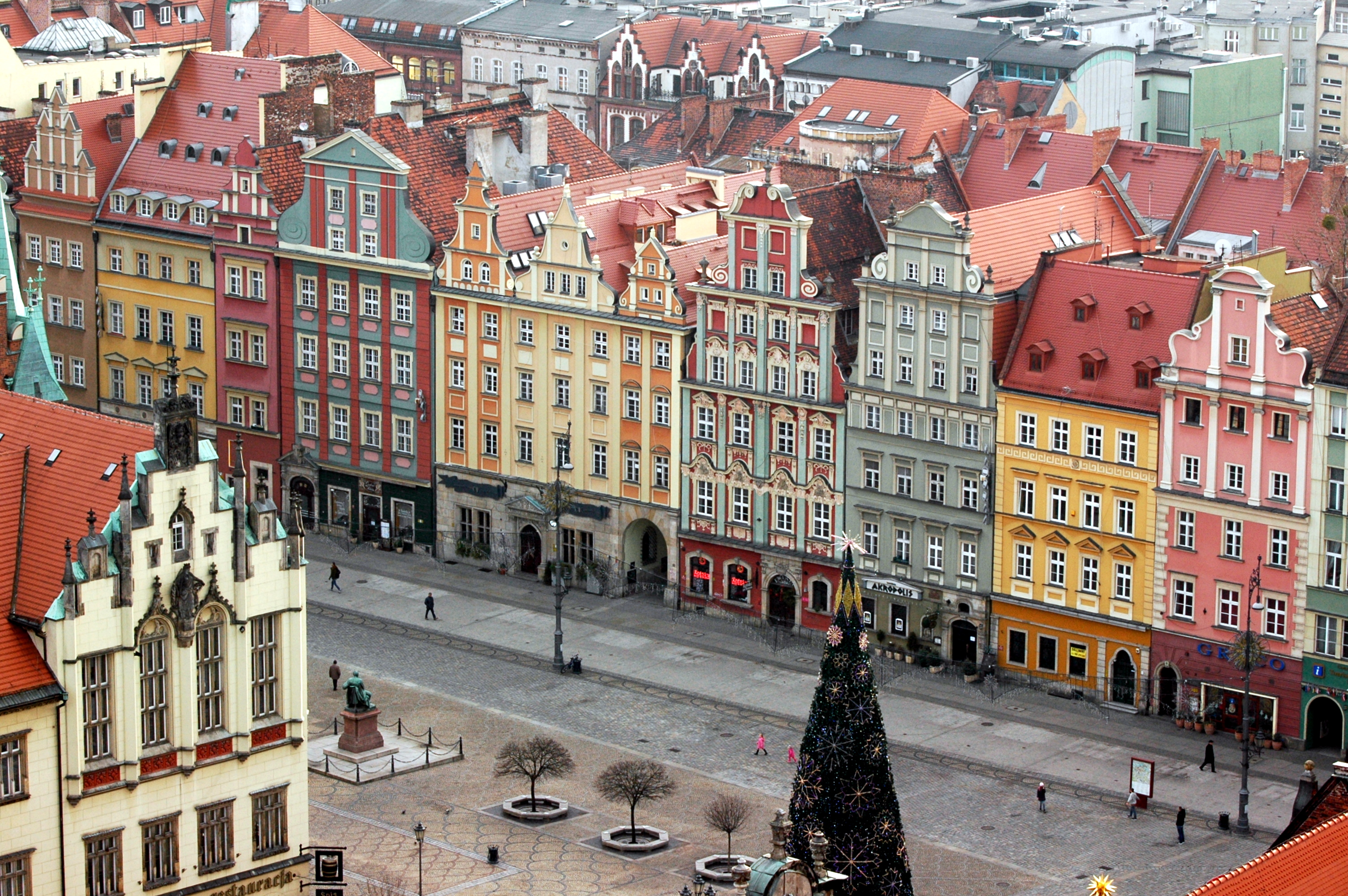
Il lato meridionale

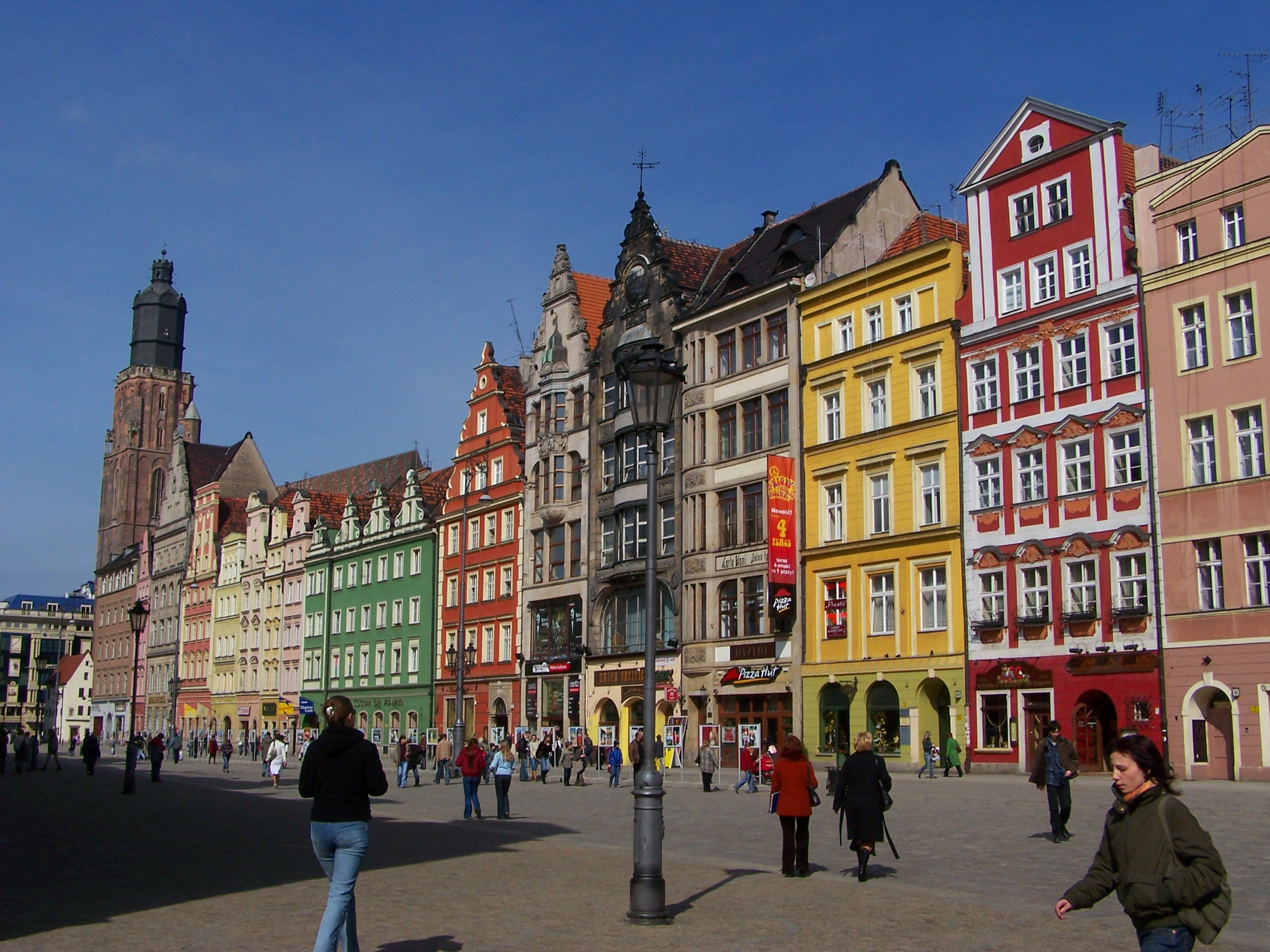
Il lato settentrionale

È occupato dal Vecchio Municipio, capolavoro dell'architettura gotica, eretto fra il XIII e il XVI secolo; dal Nuovo Municipio e da numerose abitazioni barocche e neoclassiche
Lato occidentale
- al n° 2 la Dom pod Gryfami, la "Casa ai Grifoni", la maggior abitazione patrizia del complesso, eretta nel 1587-89 in stile fiammingo dall'architetto Friedrich Gross e poi modificata nel XVII secolo. Presenta un'alta facciata a gradino con figure di grifoni, da cui prende il nome.
- n° 6 la Kamienica Pod Złotym Słońcem, "Casa al Sole d'Oro", barocca del 1694-95 e rinnovata con aggiunte rococò tra il 1727 e il 1740.
- al n° 8 Kamienica Pod Siedmioma Elektorami, "Casa ai Sette Elettori", costruita nel 1692 e poi modificata verso il 1730. La facciata venne affrescata nel 1783.

Lato meridionale
- al n° 18 Apteka pod Ratuszem, "Farmacia del Municipio", dalla fastosa facciata barocca.
- al n° 19 Kamienica Pod Starą Szubienicą, "Casa al Vecchio Boia", grande lotto barocco.
- al n° 23 Kamienica Pod Zieloną Dynią, "Casa alla Zucca Verde", del 1541.

Lato orientale
- al n° 29 Kamienica Pod Złotą Koroną, "Casa alla Corona d'Oro", del 1523-28.
- ai n. 31-32 Spółdzielczy Dom Handlowy „Feniks”, "Grandi Magazzini La Fenice", Liberty del 1904.

Lato settentrionale
- al n° 44 Kamienica pod Złotym Jeleniem, "Casa al Cervo d'Oro", del XVII secolo.
- all'angolo di nord-ovest si trovano due (in realtà tre) piccole vecchie case gotiche, uniche restanti delle abitazioni che circondavano il cimitero della vicina chiesa di Sant'Elisabetta, poi chiuso. Sono unite da un arco che ne costituiva l'accesso. Sono popolarmente dette Jaś i Małgosia, letteralmente Giovanni e Margherita, il nome in polacco della celebre fiaba di Hänsel e Gretel.

## Galleria d'immagini

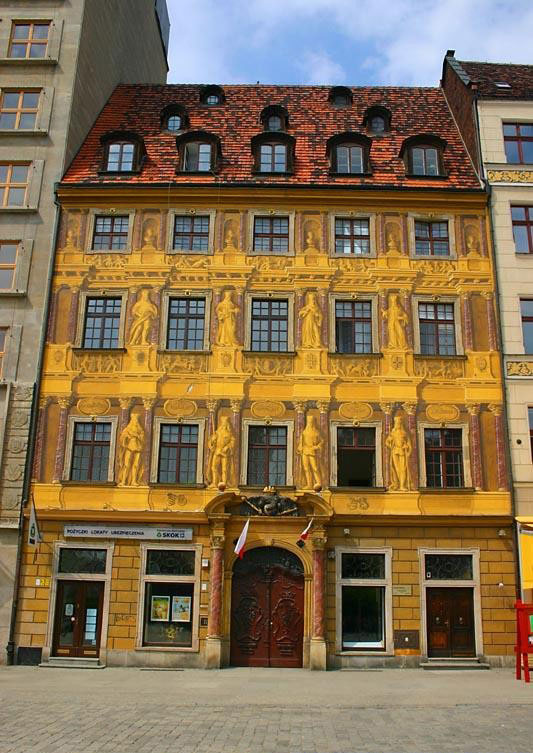
"Casa dei Sette Elettori"
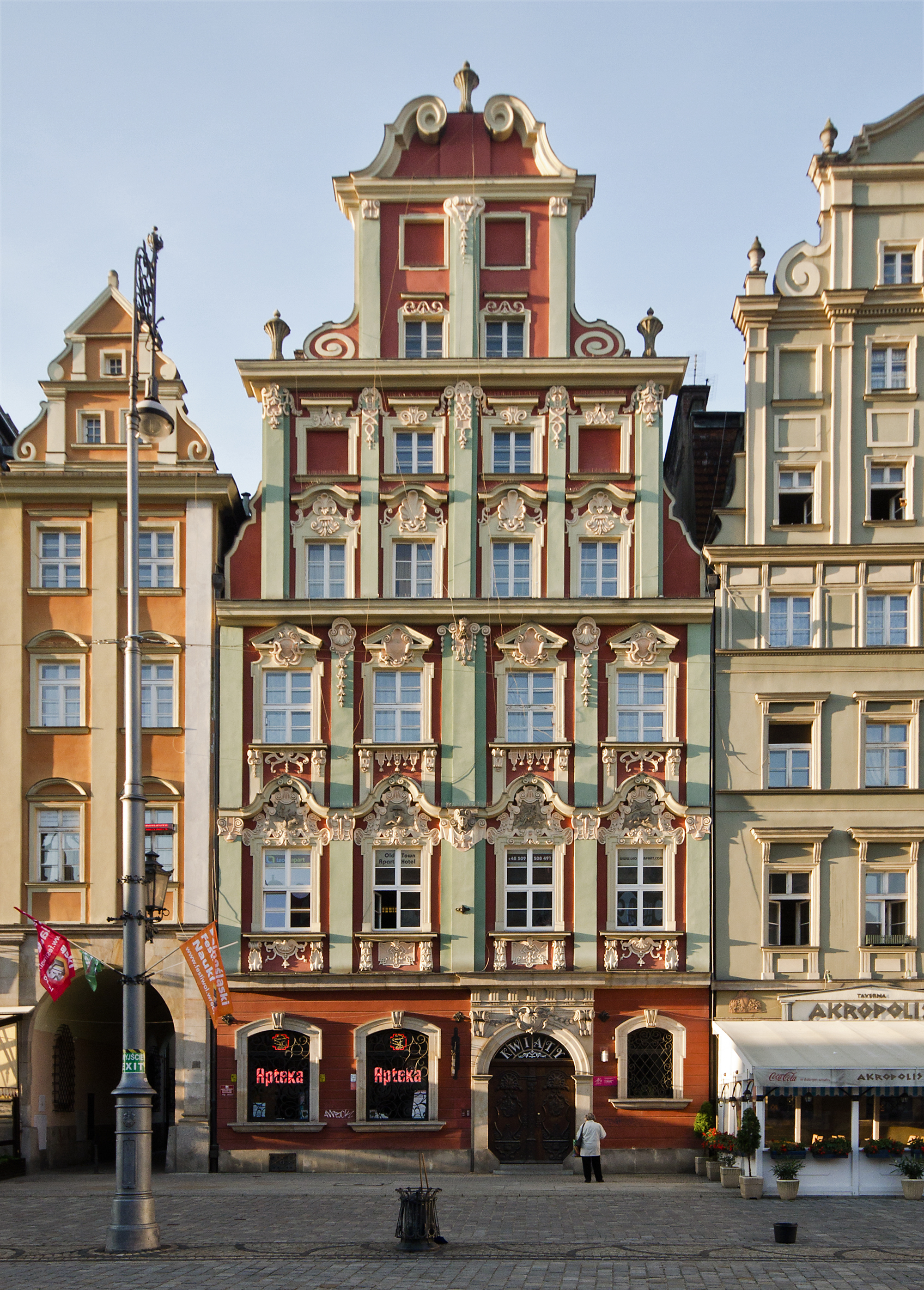
La "Farmacia del Municipio"
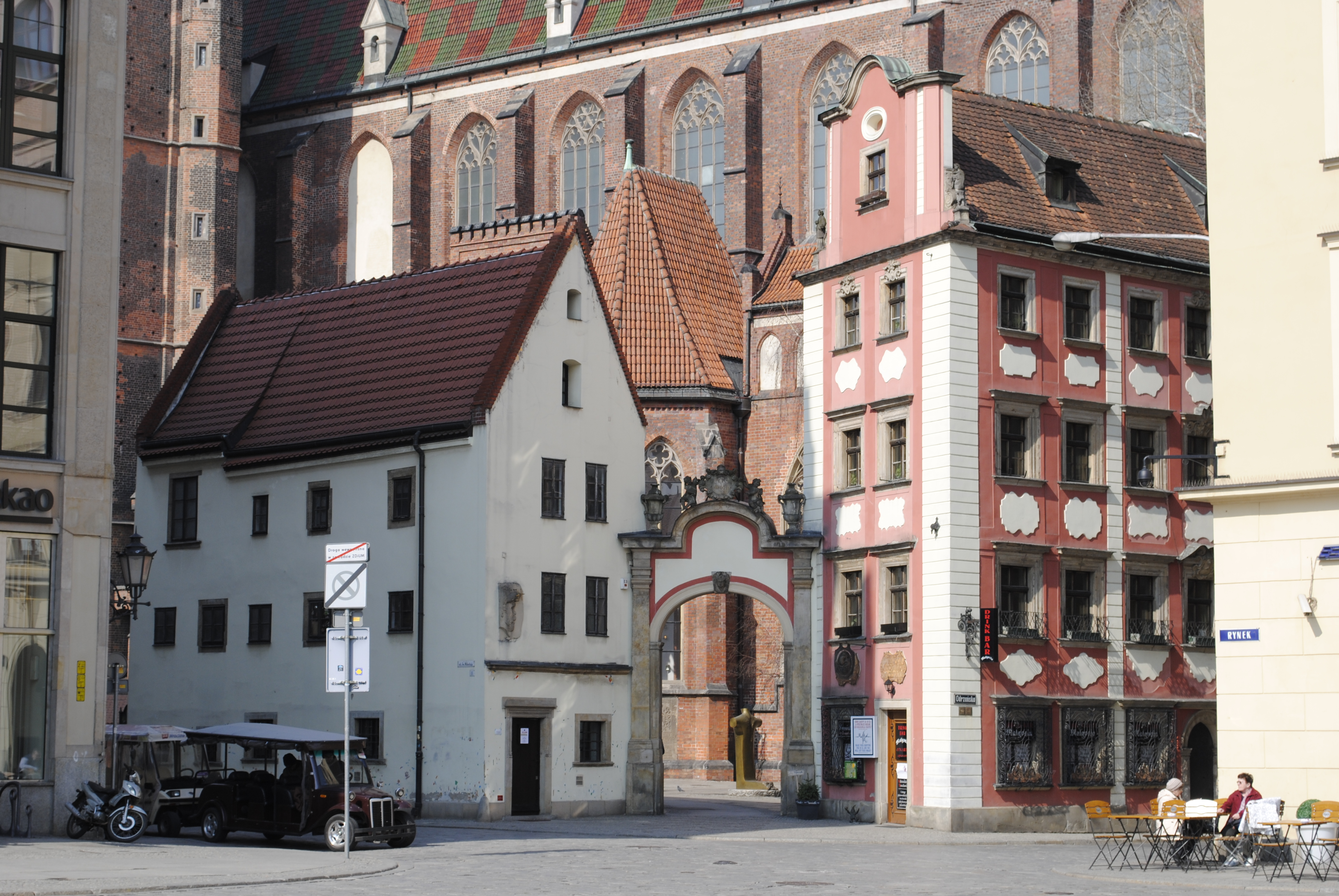
Jaś i Małgosia
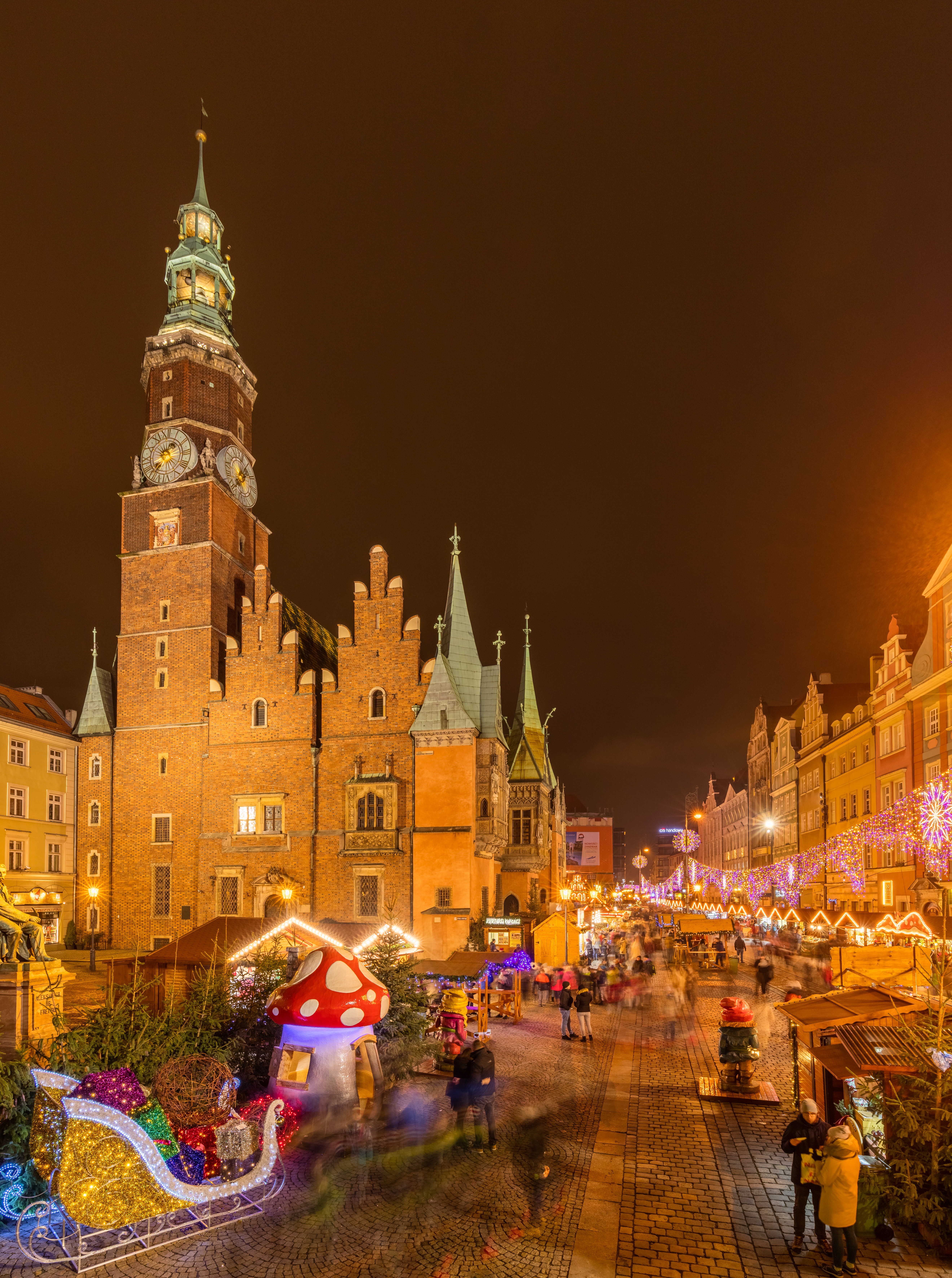
Mercatino di Natale
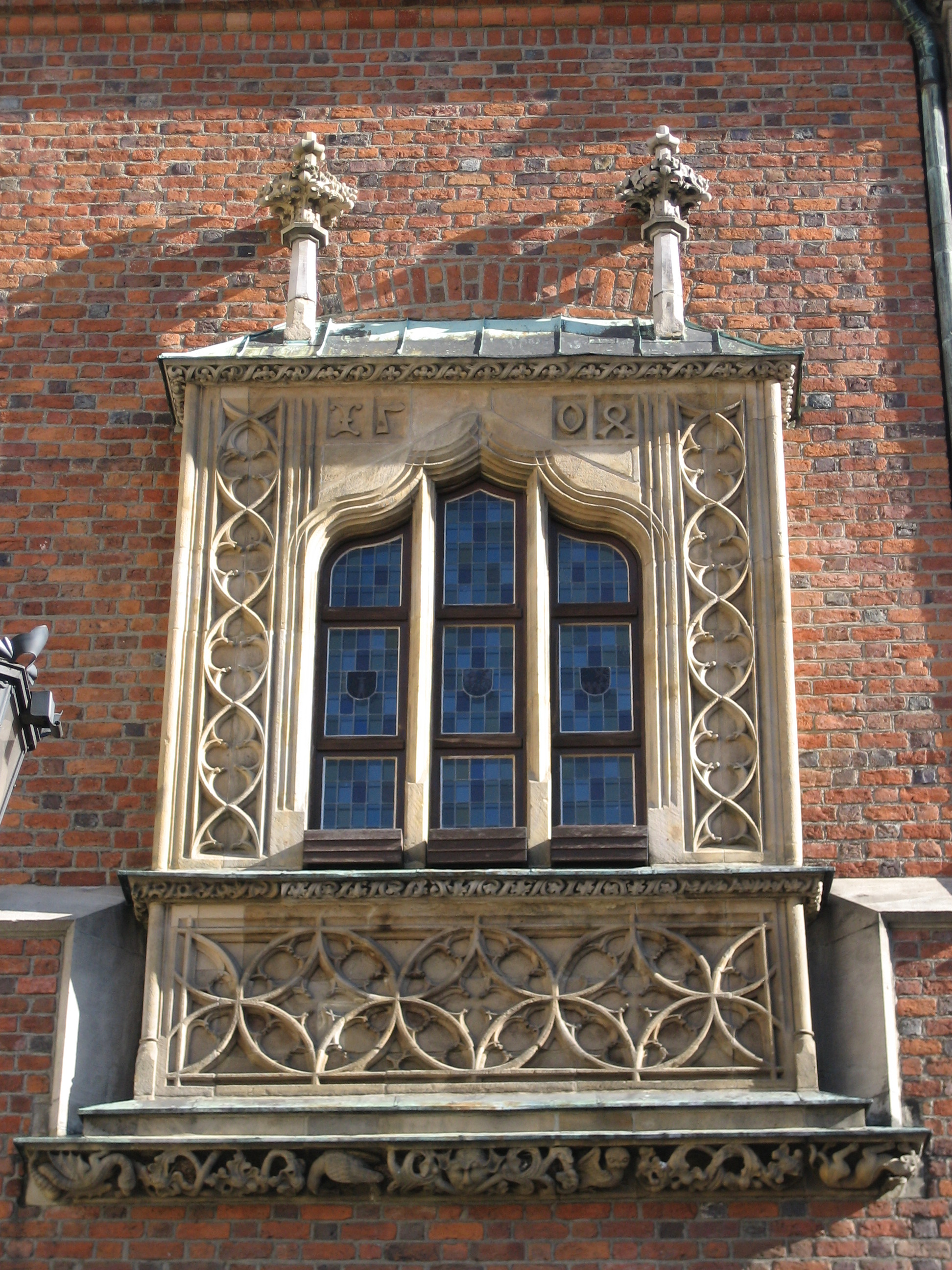
Finestra del Municipio
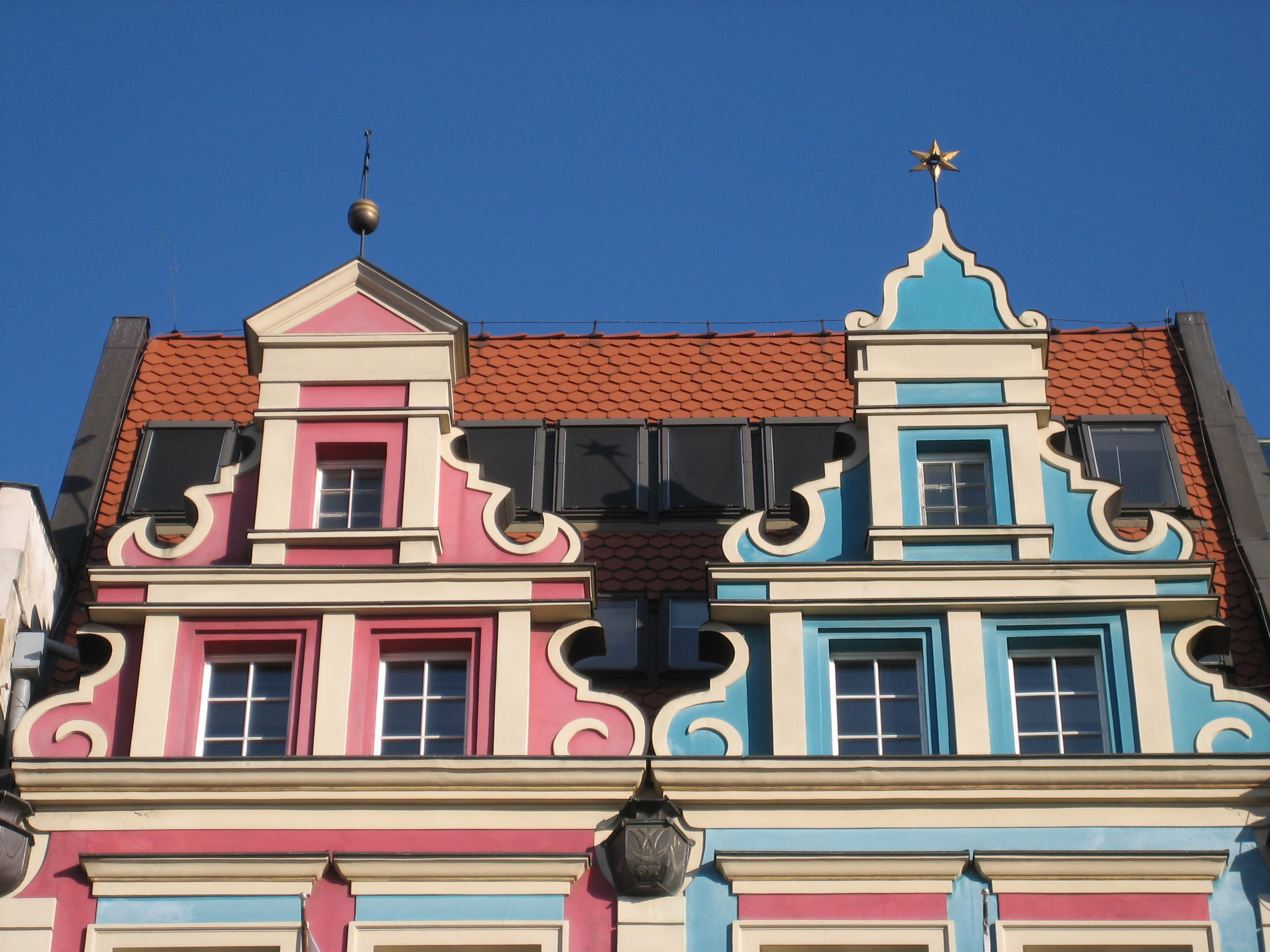
Colori della Piazza Rynek